# The Sure Thing
The Sure Thing es una película de 1985 dirigida por Rob Reiner, escrita por Steven L. Bloom y Jonathan Roberts y protagonizada por John Cusack, Daphne Zuniga, Viveca Lindfors, y Nicollette Sheridan.

## Reparto
| Actor               | Personaje           |
| ------------------- | ------------------- |
| John Cusack         | Walter "Gib" Gibson |
| Daphne Zuniga       | Allison Bradbury    |
| Nicollette Sheridan | "The Sure Thing"    |
| Viveca Lindfors     | Profesor Taub       |
| Anthony Edwards     | Lance               |
| Tim Robbins         | Gary Cooper         |
| Boyd Gaines         | Jason               |
| Lisa Jane Persky    | Mary Ann Webster    |
| Fran Ryan           | Chica en auto       |
| Larry Hankin        | Camionero           |